# سطوع السماء

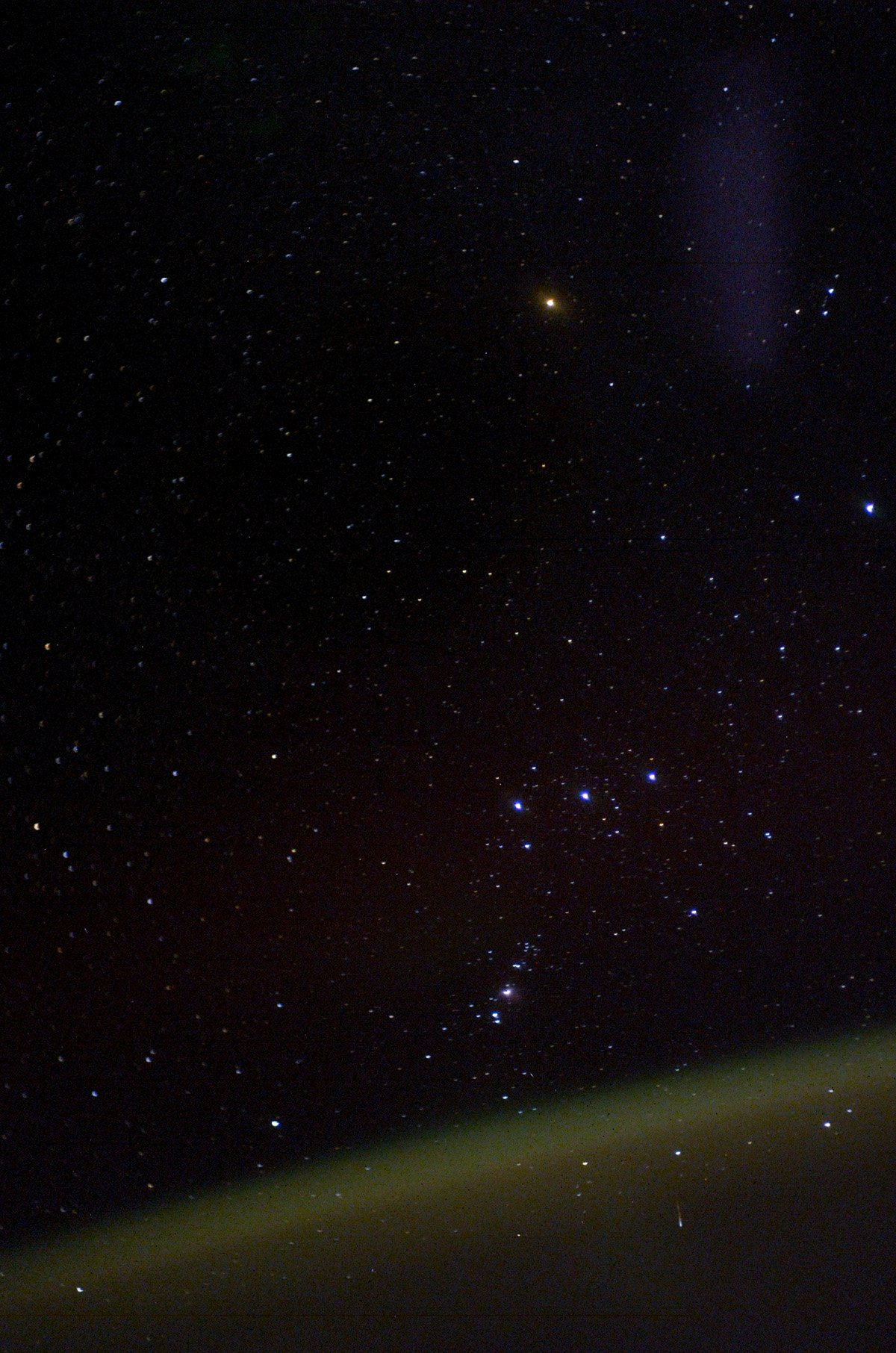

يشير سطوع السماء إلى التصور المرئي للسماء وكيف تُبعثِر الضوء وتنشره. إذ يمكن بسهولة رؤية أن السماء ليست مظلمة تمامًا في الليل. إذا أُزيلَت مصادر الضوء (مثل القمر والتلوث الضوئي) من سماء الليل، فلن يكون سوى ضوء النجوم المباشر مرئيًا.
يختلف سطوع السماء اختلافًا كبيرًا على مدار اليوم، ويختلف السبب الرئيسي لذلك أيضًا. أثناء النهار، عندما تكون الشمس فوق الأفق، يكون الانتثار المباشر لأشعة الشمس هو المصدر السائد للضوء. أثناء الشفق (المدة بعد غروب الشمس أو قبل شروق الشمس، أو حتى خلال الظلام الكامل للّيل)، يكون الموقف أكثر تعقيدًا، ويلزم المزيد من التمييز.
ينقسم الشفق (الغسق والفجر كلاهما) إلى ثلاث شرائح كل منها بقطر 6 درجات تحدّد موقع الشمس تحت الأفق. في الشفق المدني، يبدو مركز قرص الشمس متراوحًا بين 1/4 درجة و6 درجات تحت الأفق. في الشفق البحري، يتراوح ارتفاع الشمس بين -6 درجة و-12 درجة. في الشفق الفلكي، تكون الشمس بين -12 درجة و-18 درجة. عندما يتجاوز عمق الشمس 18 درجة، تصل السماء عمومًا إلى أقصى درجات الظلام.
تشمل مصادر سطوع سماء الليل الذاتية الوهج الهوائي، والتشتت غير المباشر لأشعة الشمس، وتشتت ضوء النجوم، والتلوث الضوئي.

## الوهج الهوائي
عندما درس الفيزيائي أندريه أنغستروم طيف الشفق القطبي، اكتشف أنه حتى في الليالي التي يغيب فيها الشفق، فإن خطه الأخضر المميز يبقى موجودًا. ولم يحدث حتى عشرينيات القرن العشرين أن بدأ العلماء في تحديد وفهم خطوط الانبعاثات في الشفق وفي السماء نفسها، وما الذي تسبب بها. الخط الأخضر الذي لاحظه أنغستروم هو في الحقيقة خط انبعاث بطول موجة 557.7 نانومتر، وهو ناتج عن إعادة تركيب الأكسجين في الغلاف الجوي العلوي.
الوهج الهوائي هو الاسم الجماعي لمختلف العمليات الحاصلة في الغلاف الجوي العلوي والتي تؤدي إلى انبعاث الفوتونات، مع كون القوة الدافعة في المقام الأول هي الأشعة فوق البنفسجية من الشمس. هناك عدة خطوط انبعاث مسيطرة: خط أخضر من الأكسجين عند 557.7 نانومتر، وخط ثنائي أصفر من الصوديوم عند 589.0 و589.6 نانومتر، وخطوط حمراء من الأكسجين عند 630.0 و636.5 نانومتر.
تأتي انبعاثات الصوديوم من طبقة صوديوم رقيقة يبلغ سمكها حوالي 10 كم على ارتفاع يتراوح بين 90 و100 كم، وهي أعلى من نقطة توقف الميزوسفير وضمن الطبقة «دي» من الغلاف المتأين. تنشأ خطوط الأكسجين الحمراء على ارتفاع حوالي 300 كم في الطبقة إف. وتتوزع انبعاثات الأكسجين الخضراء بشكل مكاني أكثر. أما كيفية وصول الصوديوم إلى ارتفاعات طبقة الميزوسفير فليست مفهومة جيدًا بعد، ولكن يُعتقد أنها مزيج من النقل الصاعد لملح البحر والغبار النيزكي.
في النهار، تكون انبعاثات الأكسجين الحمراء وانبعاثات الصوديوم مهيمنة، وأكثر سطوعًا بنحو 1,000 مرة من الانبعاثات الليلية، لأنه في النهار يتعرض الغلاف الجوي العلوي بالكامل للأشعة فوق البنفسجية الشمسية. ومع ذلك، فإن التأثير ليس ملحوظًا للعين البشرية، بما أن وهج أشعة الشمس المتشتتة بشكل مباشر يتجاوزه في السطوع ويخفيه.

## التبعثر غير المباشر لأشعة الشمس
تأتي أشعة الشمس المتبعثرة بشكل غير مباشر من اتجاهين: من الغلاف الجوي نفسه، ومن الفضاء الخارجي. في الحالة الأولى، تكون الشمس قد غربت للتو، لكنها ما زالت تضيء الغلاف الجوي العلوي بشكل مباشر. ونظرًا إلى أن كمية أشعة الشمس المتبعثرة تتناسب مع عدد المُبعثرات (أي جزيئات الهواء) في خط الرؤية، فإن شدة هذا الضوء تتناقص بسرعة مع انخفاض الشمس أكثر تحت الأفق وانخفاض إضاءتها للغلاف الجوي.
عندما يكون ارتفاع الشمس أقل من -6 درجات، فإن 99% من الغلاف الجوي في نقطة سمت الرأس يكون في ظل الأرض وتصبح حالة التبعثر الثانية هي المسيطرة. ولكن، يكون 35% من الغلاف الجوي على طول خط البصر ما يزال مضاءً بشكل مباشر، ويستمر كذلك حتى تصل الشمس إلى -12 درجة. من -12 درجة حتى -18 درجة، تكون الأجزاء العلوية من الغلاف الجوي على طول الأفق، مباشرة فوق البقعة التي توجد فيها الشمس، هي وحدها المُضاءة. بعد ذلك، تتوقف كل الإضاءة المباشرة ويحل الظلام الفلكي.
أما مصدر ضوء الشمس الثاني فهو الضوء البروجي الذي ينجم عن انعكاس وتشتت أشعة الشمس على الغبار بين الكواكب. يختلف الضوء البروجي كثيرًا في الكثافة اعتمادًا على موقع الأرض، وموقع المراقب، والوقت من السنة، وتكوين الغبار العاكس وتوزعه.

## الضوء المبعثر من مصادر خارج كوكب الأرض
أشعة الشمس ليست الأشعة الوحيدة التي تتبعثر بواسطة الجزيئات في الهواء، فضوء النجوم والضوء المنتشر من درب التبانة يتبعثران في الهواء أيضًا، وقد وُجد أن النجوم التي تصل إلى 16 قدرًا ظاهريًا تساهم في ضوء النجوم المتبعثر.
لا تسهم مصادر أخرى مثل المجرات والسدُم بشكل كبير.
قِيسَ السطوع الكلي لجميع النجوم لأول مرة بواسطة بيرنز في عام 1899، وكانت النتيجة المحسوبة أن السطوع الكلي الذي يصل إلى الأرض يعادل 2,000 قدر ظاهري لنجوم من الدرجة الأولى، مع قياسات لاحقة أجراها آخرون.

## التلوث الضوئي
يعد التلوث الضوئي مصدرًا دائم التزايد لسطوع السماء في المناطق الحضرية. في المناطق ذات الكثافة السكانية العالية والتي لا يوجد فيها تحكم صارم بالتلوث الضوئي، تكون سماء الليل بأكملها أكثر إشراقًا بنحو 5 إلى 50 مرة مما لو كانت جميع الأنوار مطفأة، وغالبًا ما يكون تأثير التلوث الضوئي أكبر بكثير من المصادر الطبيعية (بما في ذلك ضوء القمر). مع التحضر والتلوث الضوئي، لا يتمكن ثلث البشر، ومعظمهم في البلدان النامية، من رؤية درب التبانة.

## الشفق
عندما تغرب الشمس لتوها، يتناقص سطوع السماء بسرعة، ما يتيح لنا رؤية التوهج الهوائي الناجم عن الارتفاعات العالية التي تكون مضاءة بالكامل إلى أن تهبط الشمس أكثر من نحو 12 درجة تحت الأفق. خلال هذا الوقت، تكون الانبعاثات الصفراء من طبقة الصوديوم والانبعاثات الحمراء من خطوط الأكسجين ذات الطول الموجي 630 نانومترًا هي المهيمنة، وتسهم في اللون القريب من البنفسجي الذي يظهر أحيانًا أثناء الشفق المدني والبحري.
بعد أن تغرب الشمس أيضًا عن هذه الارتفاعات في نهاية الشفق البحري، تتناقص شدة الضوء المنبثقة عن الخطوط المذكورة سابقًا، إلى أن يبقى اللون الأخضر العائد للأكسجين هو المصدر السائد.
عندما يبدأ الظلام الفلكي، يكون خط الأكسجين الأخضر بطول موجي 557.7 نانومتر هو السائد، ويحدث انتثار ضوء النجوم في الغلاف الجوي.
يؤدي الانكسار التفاضلي إلى سيطرة أجزاء مختلفة من الطيف، ما ينتج ساعة ذهبية وساعة زرقاء.

## المساهمات النسبية
يقدم الجدول التالي المساهمات النسبية والمطلقة لسطوع سماء الليل في نقطة سمت الرأس في ليلة مظلمة تمامًا، وعند خطوط العرض الوسطى دون ضوء القمر وفي غياب أي تلوث ضوئي.

### سطوع سماء الليل
| السبب               | السطوع السطحي [S10] | النسبة |
| ------------------- | ------------------- | ------ |
| الوهج الهوائي       | 145                 | 65     |
| الضوء البروجي       | 60                  | 27     |
| ضوء النجوم المتبعثر | ~15                 | 7      |